# Rosa grubovii
Rosa grubovii es una especie de planta del género Rosa, de la familia Rosaceae.

## Taxonomía
Rosa grubovii fue descrita por Buzunova en 2007.

## Distribución
Se encuentra en el territorio de Sinkiang.